# Buprenorfina
La buprenorfina es un fármaco del grupo de los opioides. Útil para el tratamiento de la adicción a otros opioides como la morfina y la heroína de manera similar al tratamiento con metadona. Fue comercializada por primera vez en los Estados Unidos en 1981 por los laboratorios Reckitt & Colman como analgésico, con el nombre comercial de «Buprenex 0.3 mg/ml inyectable». Para el tratamiento de la adicción a otros opioides las dosis suelen ser mucho mayores (>2 mg) que las empleadas como analgésico (>200 µg).

## Farmacología
La buprenorfina es un derivado de la tebaína. Su efecto analgésico se debe a su actividad de agonista parcial en los μ-receptores opioides. Cuando una molécula se une a uno de estos receptores, éste solo es activado parcialmente, a diferencia de la  morfina que es agonista completo. La alta afinidad de la buprenorfina con los μ-receptores es tal, que los antagonistas opioides para esos receptores (naloxona), solo revierte los efectos parcialmente.
Estas propiedades de este medicamento deben ser consideradas muy cuidadosamente por el facultativo, ya que una sobredosis no podría ser revertida fácilmente, aunque la sobredosis es infrecuente en pacientes adictos o con tolerancia a opioides. También se debe tener en cuenta su uso en pacientes con dependencia física a opioides agonistas completos podría provocar síndrome de abstinencia, que también sería complicado de revertir y que puede durar hasta 24 horas.
Posee una actividad analgésica muy superior a la de la morfina (0.2 - 0.6 mg IM de buprenorfina, equivalen a 5 - 15 mg IM de morfina). La comparación morfina oral versus buprenorfina transdérmica es de 1:110. (Sittl, R. et al.) Además su efecto es más prolongado. La depresión respiratoria es dosis-dependiente y equivalente a la de la morfina.
La buprenorfina es también un antagonista de los κ-receptores opioides.

## Farmacocinética
La buprenorfina se administra por vía intramuscular, intravenosa, sublingual y subcutanea. Se metaboliza por vía hepática. Su absorción es lenta, observándose las concentraciones plasmáticas pico a las dos horas de su administración. Los comprimidos sublinguales de este fármaco ofrecen un efecto analgésico de 6 a 8 horas.
Cuando se usan dosis más elevadas para tratar pacientes con dependencia, la buprenorfina se mantiene efectiva en el organismo entre 24 y 48 horas, llegando a darse casos de hasta 72 horas.

## Indicaciones
La buprenorfina está indicada en los siguientes casos:
- En el tratamiento del dolor moderado o severo.
- Como analgesia pre o post-operatoria.
- En el manejo de la dependencia a otros opiáceos como la heroína.

## Efectos secundarios
Los efectos secundarios que más frecuentemente se han observado son:
- Estreñimiento.
- Cefalea.
- Insomnio.
- Astenia.
- Somnolencia.
- Náuseas y vómitos.
- Lipotimia y vértigo.
- Hipotensión.
- Sudoración.
- Depresión respiratoria.
- Alucinaciones.

ETC..
La aparición de estas manifestaciones dependerá también del tipo de paciente y del nivel de tolerancia con los opioides.

## Sociedad y cultura

### Regulación

#### Europa
En la Unión Europea, Subutex y Suboxone, las preparaciones de comprimidos sublinguales de dosis alta de buprenorfina, fueron aprobadas para el tratamiento del trastorno por consumo de opioides en septiembre de 2006. En los Países Bajos, la buprenorfina es una droga de la lista II de la Ley del Opio, aunque se aplican reglas y pautas especiales para su prescripción y dispensación.

## Dependencia
Al interrumpir su administración se genera síndrome de supresión, con un retraso que varía de dos días a dos semanas; dicho síndrome consiste en signos y síntomas parecidos a los de la supresión de morfina, pero por lo general no muy graves, y persiste durante una a dos semanas.